# バートレット検定
バートレット検定（バートレットけんてい、英: Bartlett's test）とは、統計学的検定法の一種で、複数の群からなる標本について分散が各群とも等しいかどうか（分散の均一性）を検定する方法である。分散分析などの検定法はこの分散の均一性を仮定している。
バートレット検定は正規分布からの逸脱に対して敏感、つまり正規分布に従わない標本では分散が均一かどうかよりもその非正規性を検出する傾向がある。正規分布に従わないと想定される場合には、それほど敏感でないルビーン検定 (Levene test) が好ましい。

## 方法
帰無仮説を「すべての群に対し母分散が等しい」とし（対立仮説は「いずれかの母分散が異なる」）、有意水準 α で両側検定を行う。
群数を k、各群の不偏分散を Uj、各群のケース数を nj (j = 1, 2, ... , k; Σ nj = n) とする。
検定統計量 χ20 を以下により計算する：
{\displaystyle \chi =\sum _{j=1}^{k}(n_{j}-1)\ln {\frac {\displaystyle \sum _{j=1}^{k}(n_{j}-1)U_{j}}{\displaystyle \sum _{j=1}^{k}(n_{j}-1)}}-\sum _{j=1}^{k}(n_{j}-1)\ln U_{j}}
{\displaystyle C=1+{\frac {1}{3(k-1)}}\left(\sum _{j=1}^{k}{\frac {1}{n_{j}-1}}-{\frac {1}{\displaystyle \sum _{j=1}^{k}(n_{j}-1)}}\right)}
{\displaystyle \chi _{0}^{2}={\frac {\chi ^{2}}{C}}}
χ20 は自由度 k - 1 のカイ二乗分布に従う。この分布で χ ≧ χ20 となる確率が p 値である。p ≦ α ならば帰無仮説を棄却する。